# Olympia (musikalbum)
Olympia är ett musikalbum av Bryan Ferry som lanserades 25 oktober 2010 på Virgin Records. Ferrys förra album Dylanesque innehöll bara Bob Dylan-covers, detta är det första studioalbumet av Ferry sedan 2002 som innehåller nyskrivna låtar. Andy Mackay och Phil Manzanera från Roxy Music medverkar på skivan, liksom Brian Eno som var med under gruppens första år. På skivomslaget är det en bild av fotomodellen Kate Moss.

## Låtlista
(kompositör inom parentes)
1. "You Can Dance" (Ferry/Stewart) – 4:29
2. "Alphaville" (Ferry/Stewart) – 4:25
3. "Heartache By Numbers" (Ferry/Scissor Sisters) – 4:56
4. "Me Oh My" (Ferry) – 4:40
5. "Shameless" – 4:36 (Ferry/Cato/Findlay)
6. "Song to the Siren" – 5:56 (Buckley/Beckett)
7. "No Face, No Name, No Number" – 4:40 (Capaldi/Winwood)
8. "BF Bass (Ode to Olympia)" – 4:09 (Ferry/Manzanera)
9. "Reason or Rhyme" – 6:52 (Ferry)
10. "Tender Is the Night" (Ferry/Stewart) – 4:35

## Listplaceringar
- VG-lista, Norge: #16[1]
- Sverigetopplistan: #7[2]
- Danmark: #27[3]